# Te amaré (canción de Yahir)
«Te amaré» es una canción y el segundo sencillo del segundo álbum de estudio titulado Otra historia de amor del cantante mexicano Yahir. Lanzado a finales del mes de agosto del año 2004 y lanzado por Warner Music Latina.

## Álbum
Warner Music fue la compañía quien lanzó al mercado el disco y este incluye doce temas compuestos por el mismo junto con otros compositores. Este sencillo es el más popular del disco y del mismo artista.
La letra de la canción habla de una un hombre y una mujer que se amarán el uno al otro pese a todas las adversidades y hasta el final de su días.

## Lista de canciones

### CD - Promo[4]
| Te amaré — Single |            |          |  |
| N.º               | Título     | Duración |  |
| 1.                | «Te amaré» | 4:28     |  |

## Posiciones en las listas
| Listas (2004)                              | Posición |
| ------------------------------------------ | -------- |
| Estados Unidos Billboard Hot Latin Tracks  | 17       |
| Estados Unidos Billboard Latin Pop Airplay | 22       |